# Nikołaj Ignatow (generał)
Nikołaj Wasiljewicz Ignatow (ros. Николай Васильевич Игнатов, ur. 11 grudnia?/24 grudnia 1901 we wsi Sista w guberni sankt-petersburskiej, zm. 10 września 1985 w Leningradzie) – radziecki dowódca wojskowy, generał porucznik artylerii, Bohater Związku Radzieckiego (1945).

## Życiorys
Po ukończeniu szkoły podstawowej pracował na kolei, od maja 1920 służył w Armii Czerwonej, 1921-1922 uczył się na kursach artyleryjskich w Kronsztadzie, później do 1926 w szkole artylerii Armii Czerwonej w Piotrogrodzie, przemianowanej w 1924 na Leningradzką Szkołę Artyleryjską. W maju 1926 został dowódcą plutonu w 1 Ciężkim Dywizjonie Artylerii w Leningradzkim Okręgu Wojskowym, w październiku 1927 szefem wywiadu i łączności dywizjonu polowego ciężkiego pułku artyleryjskiego 1 Korpusu Piechoty Leningradzkiego Okręgu Wojskowego, a od października 1928 służył w 1 Korpusowym Pułku Artylerii kolejno jako pomocnik szefa wywiadu, politruk oddziału, pomocnik szefa wywiadu pułku, dowódca dywizjonu i pomocnik dowódcy pułku. We wrześniu 1939 został szefem sztabu artylerii 50 Korpusu Piechoty, na tym stanowisku brał udział w wojnie z Finlandią 1939–1940, od sierpnia 1940 dowodził 21 korpusowym pułkiem artyleryjskim. Od czerwca 1941 uczestniczył w wojnie z Niemcami w składzie 124 Dywizji Piechoty 5 i 40 Armii na Froncie Południowo-Zachodnim i Stalingradzkim, brał udział w wielu operacjach obronnych i zaczepnych, w listopadzie 1942 został dowódcą 4 Dywizji Artyleryjskiej 24 Armii na Froncie Stalingradzkim/Dońskim, uczestniczył w bitwie pod Stalingradem. 29 stycznia 1943 został generałem majorem artylerii, od maja 1943 do końca wojny był dowódcą 4 Korpusu Artyleryjskiego, 2 listopada 1944 otrzymał stopień generała porucznika artylerii. Brał udział w bitwie pod Kurskiem, operacji czernihowsko-prypeckiej, bitwie o Dniepr, a w składzie Frontu Białoruskiego i 1 Frontu Białoruskiego w operacji homelsko-rzeczyckiej, białoruskiej, wiślańsko-odrzańskiej i pomorskiej, m.in. w bitwie o Kołobrzeg, następnie w bitwie o Berlin. Po zakończeniu wojny nadal dowodził korpusem (do 1950), w 1947 ukończył Wyższe Kursy Akademickie przy Wyższej Akademii Wojskowej im. Woroszyłowa, od czerwca 1950 do lipca 1951 był zastępcą dowódcy artylerii Gorkowskiego Okręgu Wojskowego, a od lipca 1951 do listopada 1955 zastępcą dowódcy artylerii Moskiewskiego Okręgu Wojskowego. Od listopada 1955 do marca 1959 był starszym doradcą wojskowym Zarządu Uzbrojenia policji NRD, w marcu 1959 zakończył służbę wojskową.

## Odznaczenia
- Złota Gwiazda Bohatera Związku Radzieckiego (29 maja 1945)
- Order Lenina (czterokrotnie - 23 lipca 1944, 6 kwietnia 1945, 29 maja 1945 i 6 listopada 1945)
- Order Czerwonego Sztandaru (pięciokrotnie - 21 marca 1940, 25 grudnia 1941, 3 października 1944, 3 listopada 1944 i 15 listopada 1950)
- Order Suworowa II klasy (9 lutego 1944)
- Order Kutuzowa II klasy (7 sierpnia 1943)
- Order Aleksandra Newskiego (22 marca 1943)
- Order Wojny Ojczyźnianej I klasy (11 marca 1985)
- Distinguished Service Order (Wielka Brytania)

I medale ZSRR oraz ordery i medale polskie.